# 阿部彩子
阿部 彩子（あべ さえこ、1976年3月16日 -）は、HBC北海道放送の元アナウンサー。　現在はキャスティング・ボイス所属。

## 人物・略歴
東京都江東区出身。身長168cm。スリーサイズは85-61-88、靴のサイズは24.5cm。
上智大学理工学部物理学科在学中の1997年の東京モーターショーではシボレーブースのコンパニオンを勤める。
大学卒業後の1998年にHBC北海道放送入社。同期は現フリーアナウンサーの宮崎明日香。2007年、ラジオコマーシャル部門で「第33回アノンシスト賞・優秀賞」受賞。
2008年3月、HBCを退社。その後関西出身の男性と結婚している。
趣味はゴルフ・映画鑑賞・旅行・二胡。
北海道出身のコピーライター・作詞家である阿部彩子（あべ さいこ）とは同姓同名の別人。

## 資格
- 普通自動車運転免許・自動二輪運転免許
- 簿記2級・宅地建物取引者免許
- CFP(ファイナンシャルプランナー)・英検2級
- カラーコーディネーター2級

## HBC時代の出演番組

### テレビ
- 市民とともに　リポーター（1998年10月〜2000年9月）
- Ｍ＋Ｍ　メインキャスター（2000年4月〜2001年3月）
- ビタミンTV レポーター（2000年10月〜2005年3月）
- スポーツどーむ北海道 キャスター（2004年4月〜2001年3月）
- ユメイロ メインキャスター（2006年4月〜2008年3月）
- テレポート2000（スポーツコーナー）

### ラジオ
- 朝刊さくらい アシスタント（1999年4月〜2000年9月）
- 「サウンドシュプール」キャスター（2002年10月〜2003年3月）

## その他
- 退社で『ユメイロ。』を降板したが、当番組の末期に出演していたHBCアナの佐々木佑花が1週間の休暇（冬休み）の為、同番組に2009年2月25日～27日に代役として出演。また2012年3月3日放送の『グッチーの今日ドキッ!ひなまつりスペシャル』（12:09 - 13:33）にリポーターとして出演した[2]。
- 「女子アナ出題!Theご当地問題DVD&カード」（タカラトミー･2007年9月27日発売）に出演。
- 第41回HBC少年少女合唱団定期演奏会や、HBCジュニアオーケストラ2005サマーコンサートで司会・進行を務める。